# 喜舎場朝賢

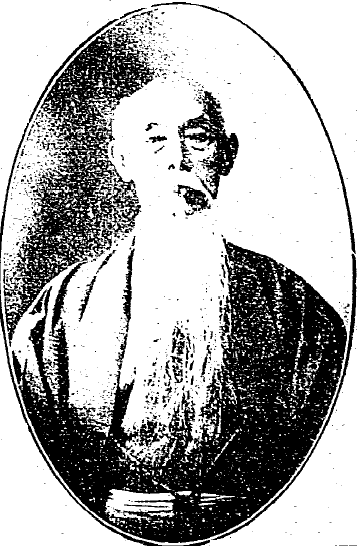
喜舎場朝賢

喜舎場 朝賢（きしゃば ちょうけん、1840年〈天保11年〉 - 1916年〈大正5年〉4月14日）は、琉球王国末期の官僚。琉球処分の過程を琉球側の視点で記録し、『琉球見聞録』を著した。童名は次郎。唐名は向（しょう）延翼。号は東汀。

## 生涯
首里の儀保村に生まれる。生家は具志川御殿につながる尚家の末裔ではあるが、実態は下級士族であった。父の朝苗は学者・能書家として知られ、朝賢はその三男だった。琉球の最高学府・国学に学ぶ。津波古親方政正に詩文の手ほどきを受け、東汀と号した。
1866年（慶応2年）、清より冊封使が来琉すると通訳を務めた。また、津波古の推挙により1868年（明治元年）には29歳で尚泰王の側仕（そばづかえ）となり、1872年（明治5年）には伊江王子朝直を正使とする維新慶賀使に随行し、東京に赴いている。しかしこの時、明治天皇の詔勅により尚泰王は「琉球藩王」に封じられており、琉球処分が始まったのである。比嘉春潮によれば、尚泰王以下摂政・三司官と明治政府から派遣された処分官・松田道之との交渉に際しては、言葉の行き違いを避けるために一言一句候文の筆談が採られたが、喜舎場がその執筆を行っていたという。
1879年、廃藩置県による琉球王国の消滅で失職した喜舎場は以後農業に転じ、無禄士族の授産金を集めて久米島で農地開墾事業を行ったり、さまざまな社会問題について東奔西走したりした。
晩年の1914年（大正3年）、琉球処分時の記録を『琉球見聞録』として出版したが、これには沖縄学の父として知られる伊波普猷が「序に代えて 琉球処分は一種の奴隷解放なり」という一文を、巻末には発行者の親泊朝擢が「喜舎場朝賢翁小伝」をそれぞれ寄せている。波平恒男は、『琉球見聞録』の文章の大部分は1879年の末には出来上がっていたと指摘しており、発刊が30年以上も遅れた理由として、当時は多くの関係者が健在で、差し障りがあったのではないかと推測している。

## 著作

### 書籍
- 『琉球見聞録 附・琉球三冤録』親泊朝擢、1914年5月。 NCID BN11016212。全国書誌番号:43018547。
  - 『琉球見聞録』東汀遺著刊行会、1952年11月。 NCID BN09978295。全国書誌番号:73013742。
  - 『琉球見聞録』至言社、1977年12月。 NCID BN01671379。全国書誌番号:78002783。
- 『東汀随筆 喜舎場朝賢遺稿』球陽堂、1927年10月。 NCID BN11567395。
  - 『東汀随筆 琉球史秘話』（再版）琉球史料研究会、1964年9月。 NCID BA63592098。
  - 『東汀随筆 校本』名嘉正八郎・我部政男校訂、至言社、1980年1月。 NCID BN04542805。全国書誌番号:80015610。

なお、喜舎場は多くの漢詩を『琉球新報』に寄稿しており、明治後半には「琉球屈指の漢詩人」として知られていた。

### 祖本
- 『東汀随筆』〈所収コレクション：琉球大学附属図書館伊波普猷文庫〉1912年。
- 『東汀随筆』 続編〈所収コレクション：琉球大学附属図書館伊波普猷文庫〉、1912年。

## 評伝
- 山口栄鉄『琉球王朝崩壊の目撃者 喜舎場朝賢』芙蓉書房出版、2019年7月。ISBN 9784829507650。